# Troo
Troo (in greco antico: Τρώς?, Trṑs) è una figura della mitologia greca. Fu il primo re di Troia ed è l'eponimo della città di Troia, città che in seguito fu chiamata anche Ilio dal nome di suo figlio.
Questo personaggio è anche l'eponimo della Troade e fu da lui che la stirpe dei Dardanidi prese il nome di Troiani.

## Genealogia
Figlio di Erittonio e di Astioche, sposò Calliroe e divenne padre di Ilo, Assarco, Ganimede e Cleopatra (o Cleomestra).
Dionigi di Alicarnasso scrive che Calliroe fu la madre di Troo ed aggiunge cha la sposa fu Acallaride e parla di un solo figlio (Assarco) avuto dalla coppia.
Ditti Cretese aggiunge la figlia Cleomestra e scrive che sia lei la madre di Assarco.

## Mitologia
Si addolorò per il destino del figlio Ganimede che fu rapito da Zeus e che in seguito gli inviò Ermes con due cavalli così veloci da poter correre sull'acqua. Ermes rassicurò Troo, dicendogli che a Ganimede era stato dato un ruolo di assoluto riguardo (il coppiere degli dei) e che era diventato immortale. 
 Troo ebbe da Zeus anche un risarcimento datogli in forma di cavalli.